# Große Reichenstraße

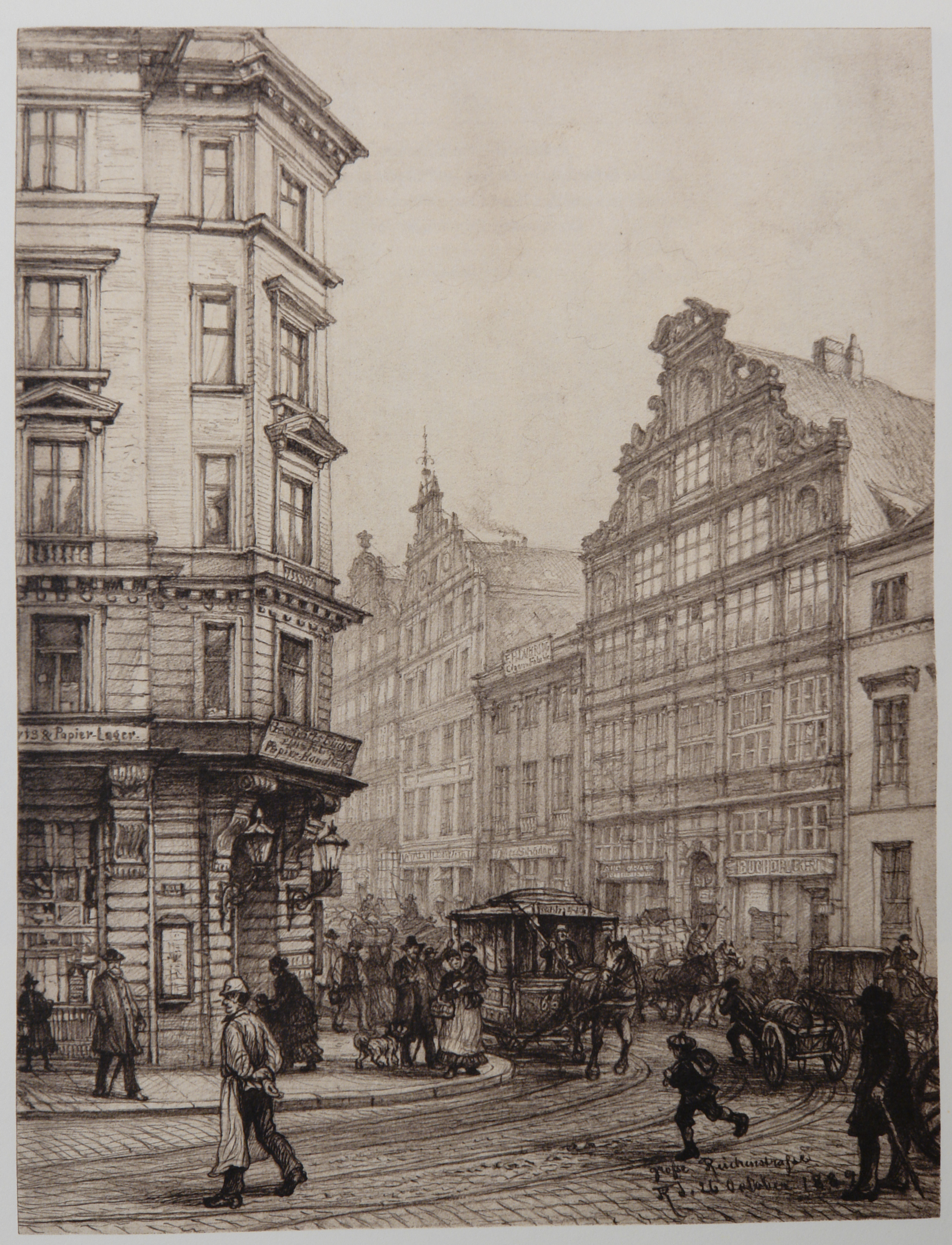
Große Reichenstraße im Jahr 1889. Zeichnung von Johann Theobald Riefesell

Die Große Reichenstraße ist eine rund 190 Meter lange Innerortsstraße in Hamburg-Altstadt mit der amtlichen Schlüsselnummer G271. Ihre östliche Verlängerung trägt den Namen Kleine Reichenstraße, Schlüsselnummer K237.

## Name und Verlauf

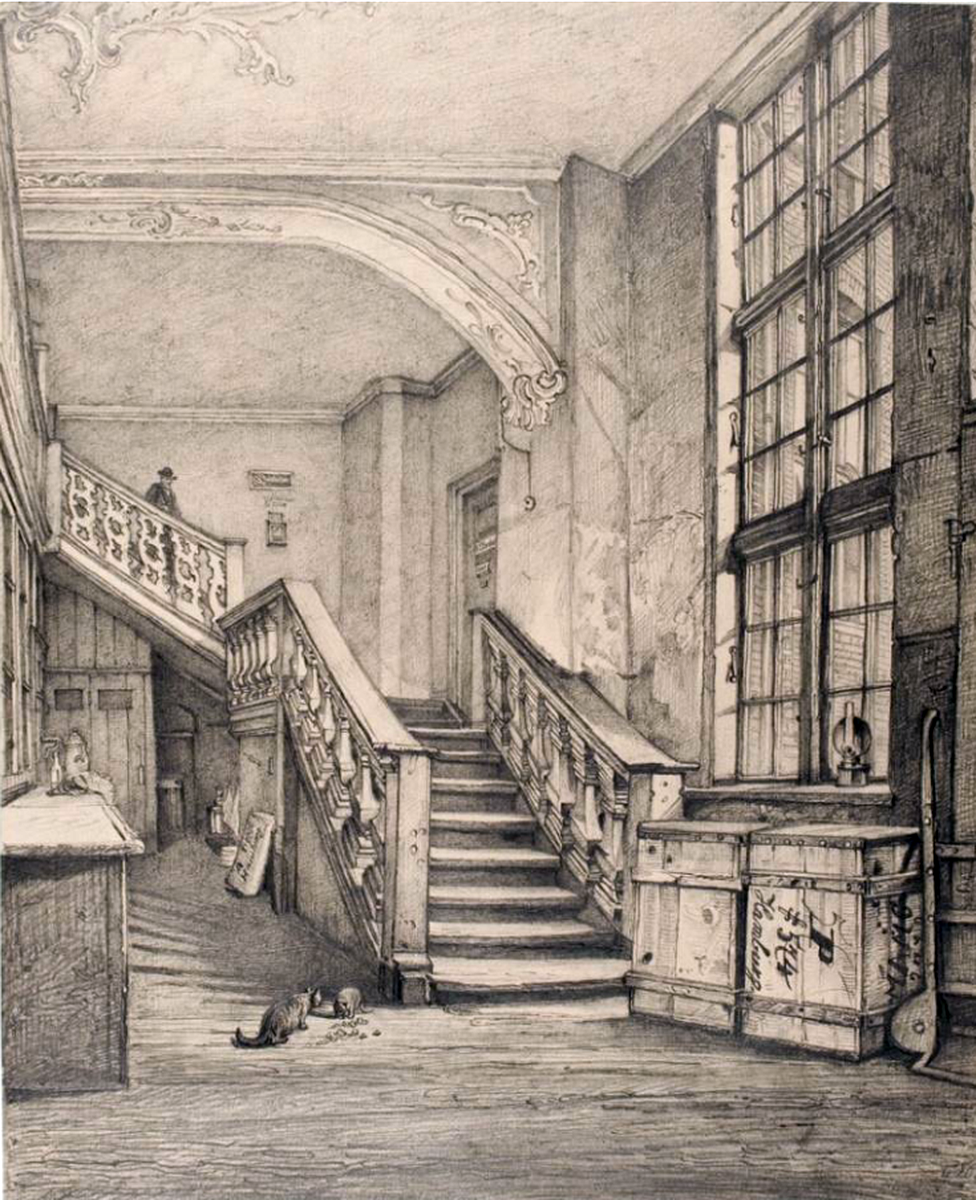
Ebba Tesdorpf: Diele des Hauses Große Reichenstraße Nr. 49 und 51, Zeichnung von 1889

Der Name „Reichenstraße“ ist nachweisbar seit dem 13. Jahrhundert. Über den Ursprung des Namens kursieren mehrere Theorien: Eine besagt, dass hier einst die reichen Kaufleute wohnten, die sich die ersten Steinhäuser der Stadt leisten konnten. Aber auch eine hier ansässig gewesene Familie Reich ist als Namensgeber denkbar. Nördlich der Reichenstraße verlief ursprünglich das Reichenstraßenfleet, das 1866 zugeschüttet wurde, um Platz für eine Verbreiterung der Straße zu schaffen. Als die ursprüngliche Reichenstraße nach Osten verlängert wurde, erhielt der alte Teil den Namenszusatz „Große“, die Verlängerung „Kleine“.
Die Straße beginnt im Westen als Fortsetzung der Straße Neß an der Kreuzung mit der Straße Brodschrangen (Lage) auf einer Höhe von 4,6 m ü. NN, führt als Einbahnstraße bis zum Abzweig der Straße Rolandsbrücke, kreuzt die Domstraße und endet am Alten Fischmarkt, Ecke Brandstwiete auf einer Höhe von 5,8 m ü. NN, um in der Kleinen Reichenstraße Richtung Kontorhausviertel ihre Fortsetzung zu finden.

## Geschichte

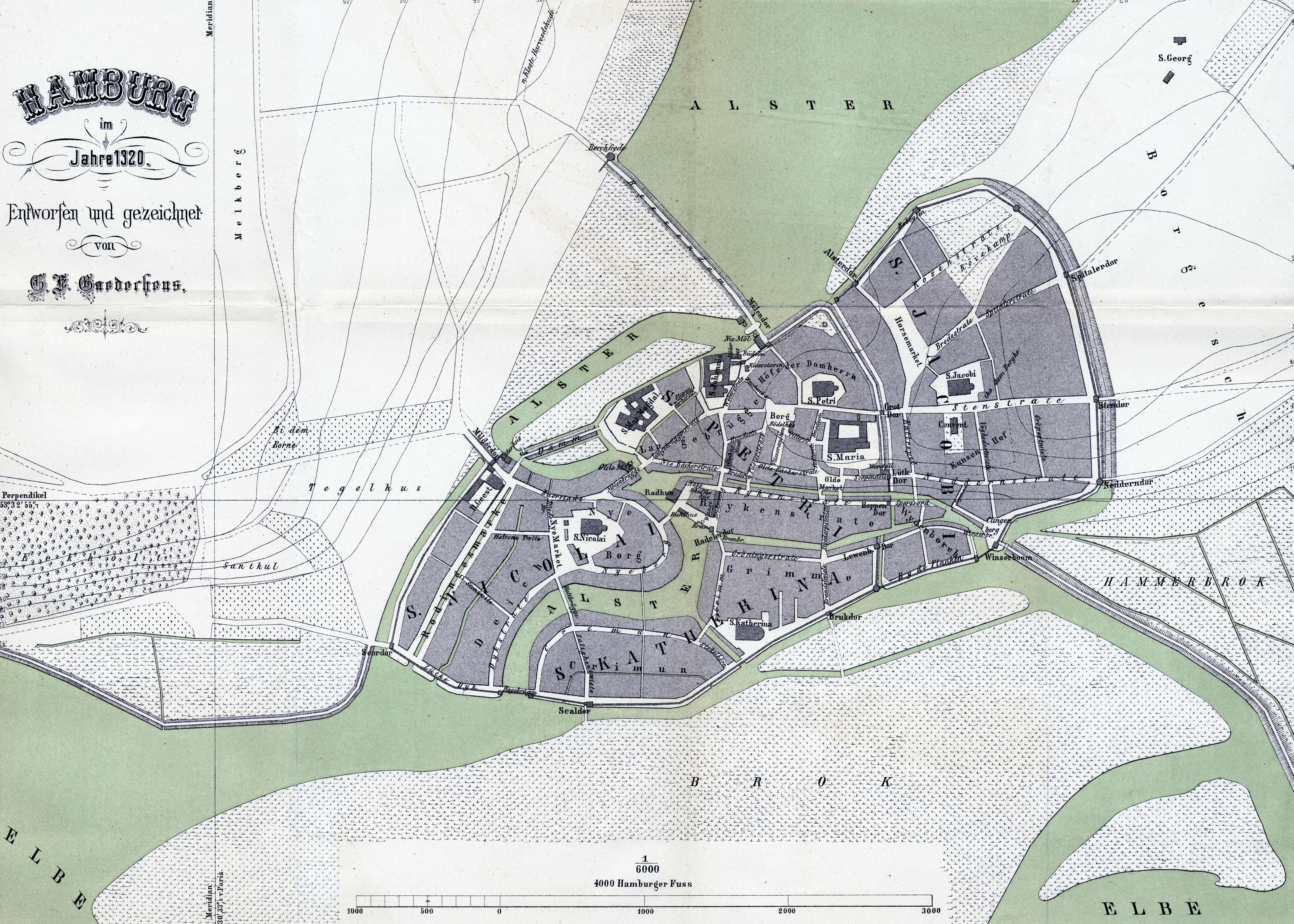
„Rykenstrate“ als Insel zwischen zwei Fleeten, um 1320

Vor dem Bau der Ost-West-Straße bildete die Reichenstraße eine wichtige Querverbindung durch die Hamburger Altstadt. Sie war bis weit ins 19. Jahrhundert mit den typischen Althamburger Bürgerhäusern bebaut, die Wohnen und Arbeiten unter einem Dach verbanden. Einige Architekturfragmente aus jener Zeit werden heute im Museum für Hamburgische Geschichte verwahrt und ausgestellt (Haus Große Reichenstraße 37, Cranz’sches Haus).
Heute dominieren neben einigen wenigen erhaltenen Kontorhäusern aus der Zeit um 1900 (Afrikahaus, Große Reichenstraße 27, aber auch der „Reichenhof“ in der Kleinen Reichenstraße) vor allem moderne Bürobauten wie das Zürichhaus oder der Neue Dovenhof.

## Nachweise
1. ↑  Statistikamt Nord: Straßen- und Gebietsverzeichnis der Freien und Hansestadt Hamburg. 8. aktualisierte Aufl. 2019 (PDF; 4,0 MB)
2. ↑  Horst Beckershaus: Die Hamburger Straßennamen – Woher sie kommen und was sie bedeuten, 6. Auflage, CEP Europäische Verlagsanstalt, Hamburg 2011, ISBN 978-3-86393-009-7.
3. ↑  Christian Hanke: Hamburgs Straßennamen erzählen Geschichte, 4. Auflage, Medien-Verlag Schubert, Hamburg 2006, ISBN 978-3-929229-41-7.